# いっそ セレナーデ
「いっそ セレナーデ」は、日本のシンガーソングライターである井上陽水の楽曲。1984年10月24日に、自身の23枚目のシングルとしてフォーライフ・レコードからリリースされた。
表題曲の「いっそ セレナーデ」は、陽水自身が出演したサントリー『角瓶』のイメージソングに起用された。
1988年5月21日には8cmCDとして再リリースされている。

## 防災行政無線チャイム
陽水のゆかりの地である福岡県田川郡糸田町では、12月から2月の17時に、表題曲が防災行政無線の時報として放送されており、その他にも、陽水の楽曲が四季に分けて放送されている。
| 放送期間              | 楽曲                   |
| 17:00の1日1回のみ放送 | 17:00の1日1回のみ放送  |
| --------------------- | ---------------------- |
| 3月 - 5月             | 「新しいラプソディー」 |
| 6月 - 8月             | 「夢の中へ」           |
| 9月 - 11月            | 「帰れない二人」       |
| 12月 - 2月            | 「いっそ セレナーデ」  |

## チャート成績
オリコンでは、最高4位を記録し、35.3万枚を売り上げた。
音楽番組『ザ・ベストテン』（TBS）と『ザ・トップテン』（日本テレビ）の両番組にランキングインされたが、ランキングされた際に出演したのは『ザ・ベストテン』のみで、『ザ・トップテン』には出演しなかった。

## 収録曲
| 全作詞・作曲: 井上陽水、全編曲: 星勝。 |                       |          |            |      |
| #                                      | タイトル              | 作詞     | 作曲・編曲 | 時間 |
| 1.                                     | 「いっそ セレナーデ」 | 井上陽水 | 井上陽水   | 3:14 |
| 2.                                     | 「Speedy Night」      | 井上陽水 | 井上陽水   | 4:10 |
| 合計時間:                              | 合計時間:             | 7:24     |            |      |

## メディアでの使用
| # | 曲名                  | タイアップ                   | 出典  |
| - | --------------------- | ---------------------------- | ----- |
| 1 | 「いっそ セレナーデ」 | サントリー角瓶イメージソング | [ 4 ] |

## カバー
- 1990年 髙橋真梨子 （カバーアルバム『Special Version／紗Ⅱ』）
- 2004年 小野リサ（トリビュート・アルバム『YOSUI TRIBUTE』）
- 2005年 小椋佳（『夢歌詩 30 Songs on Dream』）
- 2007年 中西保志（カバーアルバム『Standards』）
- 2008年 布施明（カバーアルバム『Ballade』）
- 2009年 松原のぶえ（コンピレーションアルバムアルバム『エンカのチカラ -GREAT 80's-』）
- 2009年 大橋純子（カバーアルバム『TERRA2』）
- 2009年 阿部芙蓉美（ミニアルバム『Birthday』）
- 2010年 秋川雅史（アルバム『Fantasista』）
- 2012年 ZERO（アルバム『Beautiful Songs II』）
- 2012年 村上ゆき（カバーアルバム『おんがえし』）
- 2014年 中田裕二（カバーアルバム『SONG COMPOSITE』）
- 2019年 MAYU（DVD/Blu-ray『Little Glee Monster 5th Celebration Tour 2019 ～MONSTER GROOVE PARTY～』）
- 2020年 木山裕策（カバーアルバム『ラブ&メモリーズ LOVE&MEMORIES』）